# Þorsteinn Pálsson
Þorsteinn Pálsson (Selfoss, 29 oktober 1947) is een IJslands politicus. Hij was premier van IJsland voor de IJslandse Onafhankelijkheidspartij van 8 juli 1987 tot 28 september 1988. Van 1983 tot 1991 leidde hij ook de Onafhankelijkheidspartij. In 1991 verloor hij de kleine interne verkiezingen om het voorzitterschap, waarna Davíð Oddsson voorzitter werd.
Voor zijn premierschap was Þorsteinn Pálsson minister van Financiën (1985-1987). Hij vertegenwoordigde ook Zuid-IJsland in het Alding (Het IJslandse parlement) van 1983 tot 1999. Onder de regering van Davíð Oddsson was hij Minister van Visserij, Justitie en Kerkelijke Zaken (1991-1999). Later werd hij ambassadeur in Londen en in Kopenhagen.
Van 2006 tot 2009 was hij redacteur bij het dagblad Fréttablaðið.